# فريمان رايت هولمز
فريمان رايت هولمز (بالإنجليزية: Freeman Wright Holmes)‏ هو فارس نيوزيلندي، ولد في 6 يونيو 1871، وتوفي في 21 فبراير 1967.